# Функція Анґера

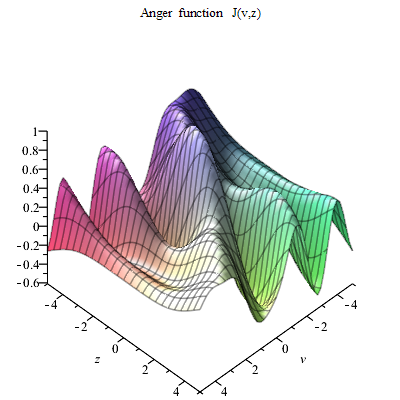
Функція Ангера

Функція Анґера — неелементарна функція, яку ввів 1855 року Карл Теодор Анґер. Частковий розв'язок неоднорідного рівняння Бесселя:
{\displaystyle z^{2}{\frac {d^{2}f}{dz^{2}}}+z{\frac {df}{dz}}+(z^{2}-\nu ^{2})f=(z-\nu ){\frac {\sin(\pi \nu )}{\pi }}}
Інтегральний вираз функції Анґера:
{\displaystyle {\mathsf {J}}_{\nu }(z)={\mathsf {J}}_{\nu ,0}(z)={\frac {1}{\pi }}\int _{0}^{\pi }\cos(\nu \theta -z\cdot \sin \theta )d\theta }
де {\displaystyle {\mathsf {J}}_{\nu ,0}(z)} — функція Бурже.
За цілих {\displaystyle \nu } функція Анґера збігається з функцією Бесселя. Тому часто у визначенні функції Бесселя наводиться вкорочений інтеграл, ідентичний функції Анґера. Насправді, за нецілих {\displaystyle \nu } між ними є різниця:
{\displaystyle {\mathsf {J}}_{\nu }(z)-J_{\nu }(z)={\frac {\sin \nu \pi }{\pi }}\int _{0}^{\infty }\exp(-\nu \theta -z\cdot \mathrm {sh} \theta )d\theta }
Співвідношення з функцією Вебера:
{\displaystyle {\mathsf {J}}_{\nu }(z)\cdot \sin(\pi \nu )={\mathsf {E}}_{\nu }(z)\cdot \cos(\pi \nu )-{\mathsf {E}}_{-\nu }(z)}
Розклад у степеневий ряд:
{\displaystyle \mathbf {J} _{\nu }(z)=\cos {\frac {\pi \nu }{2}}\sum _{k=0}^{\infty }{\frac {(-1)^{k}z^{2k}}{4^{k}\Gamma \left(k+{\frac {\nu }{2}}+1\right)\Gamma \left(k-{\frac {\nu }{2}}+1\right)}}+\sin {\frac {\pi \nu }{2}}\sum _{k=0}^{\infty }{\frac {(-1)^{k}z^{2k+1}}{2^{2k+1}\Gamma \left(k+{\frac {\nu }{2}}+{\frac {3}{2}}\right)\Gamma \left(k-{\frac {\nu }{2}}+{\frac {3}{2}}\right)}}.}